# Effeldorf
Effeldorf ist ein Ortsteil der bayerischen Stadt Dettelbach im unterfränkischen Landkreis Kitzingen in Deutschland.

## Geografische Lage
Effeldorf befindet sich im Westen des Dettelbacher Gemeindegebietes. Im Norden beginnt der Landkreis Würzburg, während sich im Osten der Ortsteil Bibergau befindet. Der Süden wird von Dettelbach-Bahnhof, lange Zeit ein Ortsteil von Effeldorf, und dem Autobahnkreuz Biebelried eingenommen. Im Westen schließt sich der Landkreis Würzburg an.
Nördlich des Dorfes ist mit dem Ochsenfurter und Uffenheimer Gau und der Gäulandschaft nordöstlich von Würzburg ein ausgedehntes Vogelschutzgebiet zu finden. Nordwestlich des Ortes liegt dagegen ein Naturdenkmal, drei alte Linden.
Würzburg ist etwa zwölf Kilometer von Effeldorf entfernt, die Stadt Kitzingen acht Kilometer.
Naturräumlich liegt Effeldorf auf den sogenannten Hochflächen im südlichen Maindreieck, die zu den Gäuflächen im Maindreieck gezählt werden. Typisch sind die etwa 300 m hohen Flächen, die in Richtung des Maines steil abfallen.
Durch Effeldorf verläuft der Fränkische Marienweg.

## Geschichte

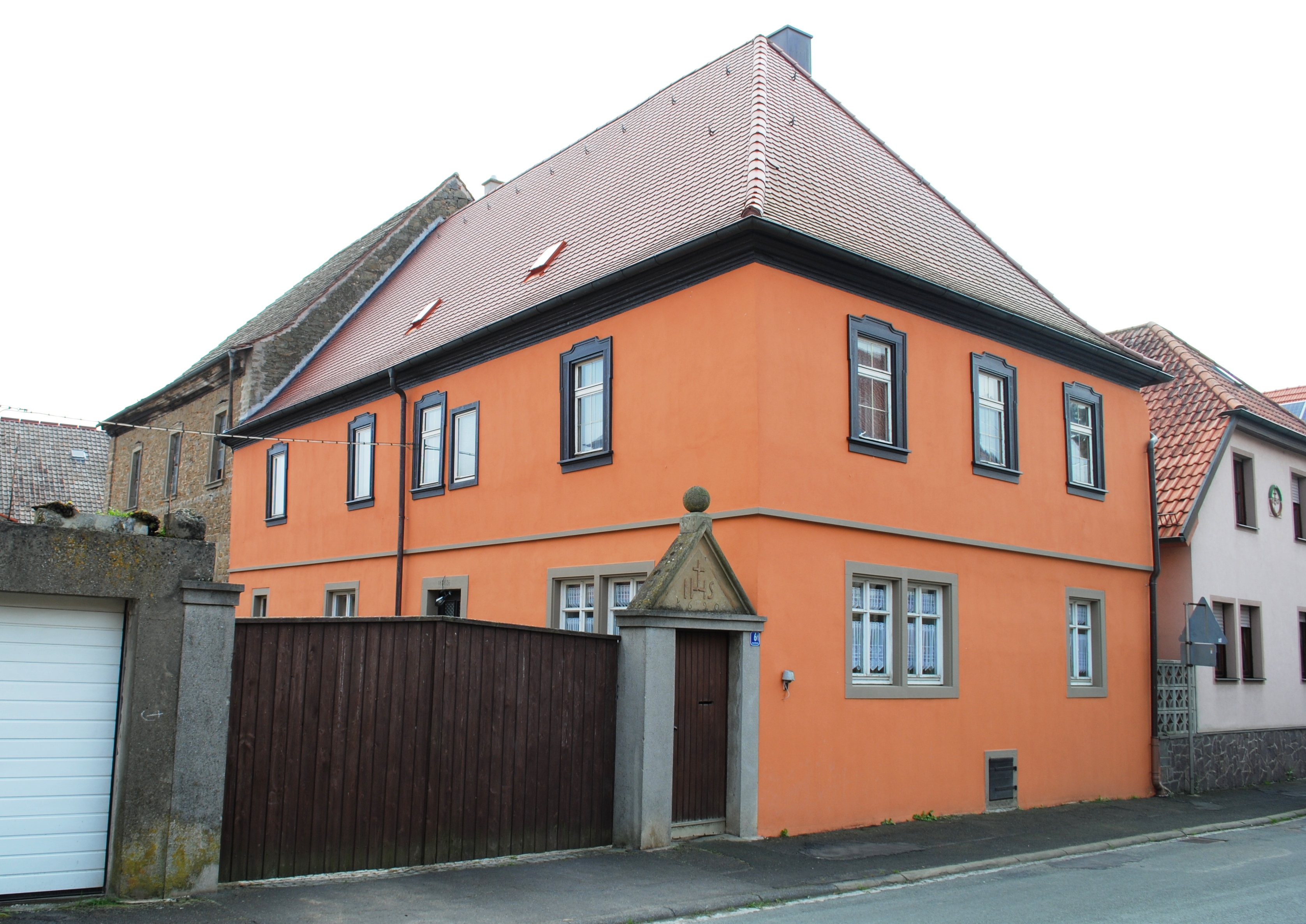
Der Hof der Jesuiten in Effeldorf

Der Ortsname mit der Endung -dorf verweist auf eine frühe Gründung des Dorfes. Im 7. und 8. Jahrhundert verdrängten die fränkischen Siedler die hier ansässige keltische Bevölkerung und forcierten die Christianisierung. Erstmals erwähnt wurde das Dorf allerdings erst im Jahr 1040 als „Affaltrach“. In einer Urkunde erhielt das Benediktinerinnenkloster Kitzingen einige Güter zurückerstattet, die ihm zu Unrecht entzogen worden waren.
Das Mittelalter brachte verschiedene Dorfherren, so regierten unter anderem das Kloster St. Afra in Maidbronn, die Herren von Bibergau, das Würzburger Hochstift und die Grafen von Castell im Ort. Dies erklärt auch die häufigen Namenswechsel, denen das Dorf in dieser Zeit ausgesetzt war. So schrieb man Effeldorf als „Effeltrich“, „Effeltrach“ oder „Affeltrach“. Der Name leitet sich wohl vom althochdeutschen aphaltar her, was Apfelbaum bedeutet.
Am Ausgang des Mittelalters erreichte die Reformation die Gebiete zwischen Main und Steigerwald. Im Zuge dieser Erneuerung kam es auch zum Deutschen Bauernkrieg, bei dem die rechtlosen Bauern gegen ihre Grundherren aufbegehrten. Die Effeldorfer schlossen sich unter der Führung ihres Schultheißen den Bauern an und zogen gegen die Adelssitze in der Umgebung. Schließlich mussten sie sich dem Würzburger Fürstbischof Konrad II. von Thüngen unterwerfen.
Der größte Einschnitt in der Effeldorfer Geschichte erfolgte 1573. Damals übergab Fürstbischof Friedrich von Wirsberg den Jesuiten das Dorf zu „Nutz und Eigentum“. Der Orden war erst 40 Jahre zuvor gegründet worden und sollte die katholische Kirche reformieren, die durch die Reformation Luthers geschwächt war. Im Jahr 1584 rissen die neuen Dorfherren den Klosterhof von St. Afra ab und errichteten hier zwei Häuser mit Scheunen.
| Name             | Amtszeit  |
| Ernst Adelmann   | 1945–1948 |
| Albert Feineis   | 1948–1952 |
| Alois Erk        | 1952–1956 |
| Adalbert Hack    | 1956–1957 |
| Johann Fleischer | 1957–1968 |
| Gottfried Troll  | 1968–1972 |

Neben der Rekatholisierung der Dorfbevölkerung förderten die neuen Herren, namentlich Pater Jakob Baunach, im 17. Jahrhundert auch die Gründung einer Wallfahrt nach Effeldorf. Die Jesuiten hatten im italienischen Loreto die Aufsicht über die Wallfahrt zur casa sancta, dem heiligen Haus, übernommen und wollten nun auch in Franken ein Pendant errichten. Effeldorf wurde ausgewählt, weil es ähnlich abgeschieden lag wie das biblische Nazareth.
Obwohl der Jesuitenorden im Jahr 1773 aufgehoben wurde und die Wallfahrt den Franziskanern aus dem nahen Dettelbach übertragen wurde, zogen weiterhin viele Pilger nach Effeldorf. 1796 war das Dorf Durchzügen französischer Soldaten während der Schlacht von Würzburg ausgesetzt. Die Kriege der napoleonischen Epoche unterbrach die Wallfahrt dennoch nicht. Allerdings wurde Effeldorf erst im Jahr 1866 zur selbstständigen Pfarrei ernannt.
Das Dorf kam im Jahr 1804 als bayerische Landgemeinde zum Landgericht Dettelbach. Effeldorf erlebte im 19. Jahrhundert einen großen Bevölkerungszuwachs. Insbesondere der Bau der Bahnstrecke Dettelbach Bahnhof–Dettelbach Stadt brachte neue Bewohner in das Dorf. Als eines der ersten Dörfer der Umgebung wurde in Effeldorf die Flurbereinigung zwischen 1937 und 1948 vorangetrieben. Im Zuge der Gebietsreform 1972 wurde der Ort Teil der Großgemeinde Dettelbach.

## Wappen
| | Blasonierung: „In Silber zwei schräg gekreuzte blaue Pilgerstäbe, beseitet von je einer blauen Pilgermuschel; oben und unten je eine rote heraldische Rose mit goldenem Butzen und grünen Kelchblättern.“ |
| Wappenbegründung: Die Pilgerstäbe und die Muscheln verweisen auf den Effeldorfer Kirchenpatron Jakobus, sie tauchen als Figuren bereits im Gerichtssiegel des 16. Jahrhunderts auf. Die Tingierung erinnert an die Herrschaft der Universität Würzburg, die Farben Silber und Rot verweisen dagegen auf die Grafen zu Castell, die nach 1280 Einfluss im Ort erringen konnten. | |

## Sehenswürdigkeiten

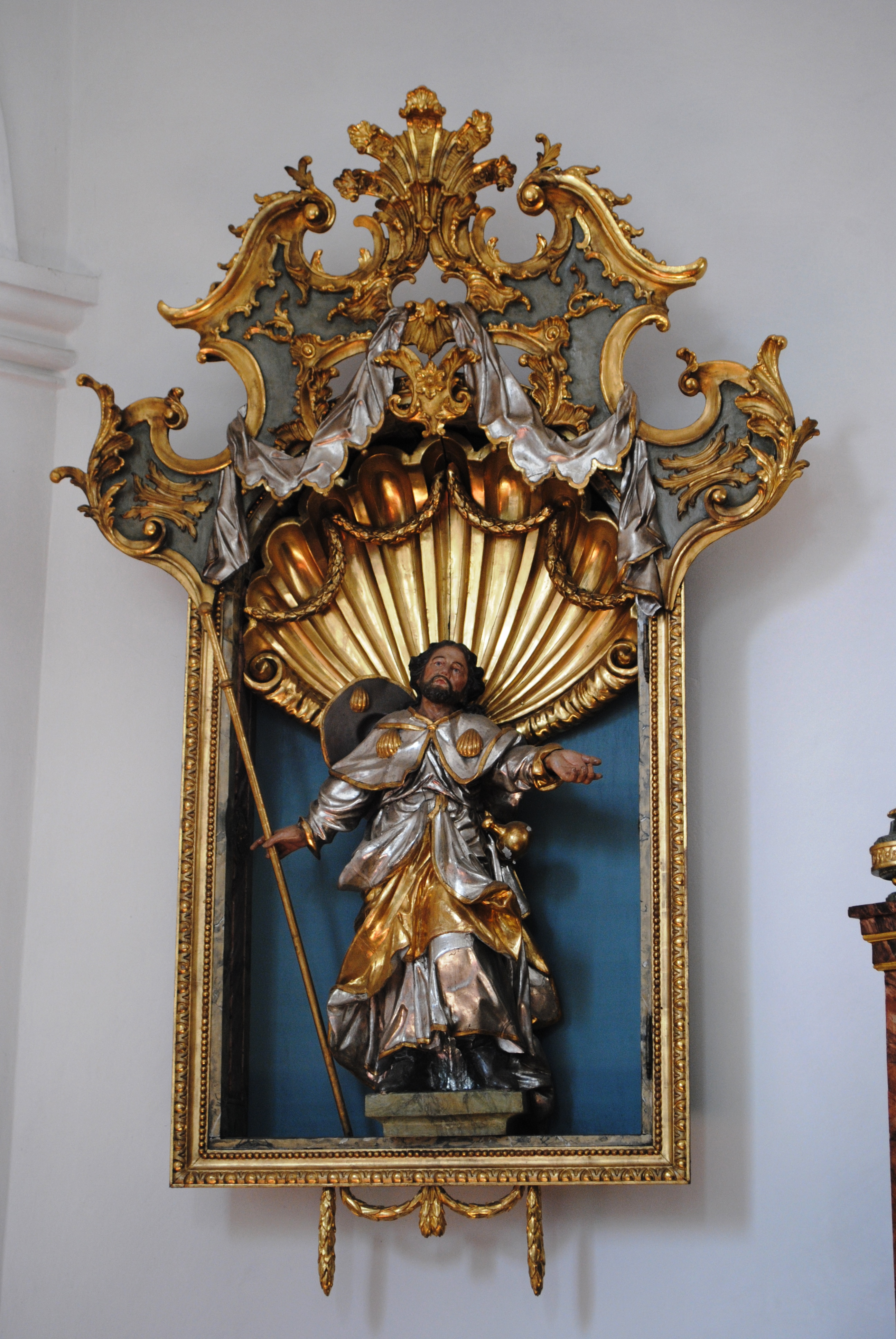
Die Figur des Jakobus in der Effeldorfer Kirche

Geprägt wird Effeldorf durch die Pfarrkirche St. Jakobus der Ältere in der Ortsmitte. Die Kirche geht auf eine 1652 errichtete Kapelle zurück, die exakt die Maße der „Casa santa“ von Loreto besaß. Die Dorfherren, die Jesuiten, planten mit dieser Stiftung eine Wallfahrt in den kleinen Ort zu errichten. Hundert Jahre später, 1753, musste das Langhaus bereits erweitert werden, um genug Platz für die Pilger zu schaffen. Die Wallfahrt versiegte im ausgehenden 19. Jahrhundert.
Die Ausstattung der Kirche ist ebenso von der Wallfahrt geprägt. Der Hochaltar des Jahres 1680 besitzt in einem Schrein die lauretanische Madonna. Mehrere Dokumente hängen im Kircheninneren: Zum einen ein Schleier, der mit der Muttergottesstatue von Loreto in Berührung kam, bevor man ihn nach Effeldorf brachte, zum anderen der Hinweis auf das einhundertjährige Bestehen des Jahres 1753. Der linke Seitenaltar entstammt wohl der abgebrochenen Balthasar-Neumann-Kirche von Münsterschwarzach.
Neben der Kirche existieren im Ort noch einige Kleindenkmäler wie Bildstöcke. Eine Bildsäule geht auf das Jahr 1602 zurück. Einen Hinweis auf die Herrschaft der Jesuiten über Effeldorf bietet auch der mehrfach umgebaute Fronhof, der heute mit der Jahreszahl 1690 verziert ist.

## Persönlichkeiten
- Josef Bauerschubert, Lehrer, Bauerschubert wirkte von 1865 bis 1875 in Effeldorf, er baute ein Zeitmessinstrument, welches die exakte Uhrzeit anhand des Sonnenstandes zeigte. In Effeldorf wurde die Josef-Bauerschubert-Straße nach dem Erfinder benannt.[8]